# Мэйси, Бет
Бет Мэйси (англ. Beth Macy, род. Эрбана) — американская журналистка и публицистка. Она является автором четырёх опубликованных книг, в том числе национальных бестселлеров «Factory Man» (2014) и «Dopesick» (2018). 

## Ранние годы
Дочь фабричной рабочей Сары Мэйси Слэк и отца маляра, Мэйси выросла в Эрбане, штат Огайо. Она была первой в своей семье, кто поступил в колледж; получила степень бакалавра журналистики в Университете Боулинг-Грин в 1986 году. В 1993 году она получила степень магистра творческого письма в Университете Холлинза.

## Карьера
Мэйси была репортёром The Roanoke Times с 1989 по 2014 год. Она пишет эссе и статьи для The New York Times, а также для журналов, радио и онлайн-журналов. В 2010 году она была награждена стипендией Нимана в области журналистики Гарвардского университета.
Её книга 2018 года «Dopesick» вошла в шорт-лист медали Эндрю Карнеги 2019 года за выдающиеся достижения в области документальной литературы.

## Телевизионная адаптация
В июне 2020 года стриминговый сервис Hulu разместил ограниченный заказ на новую оригинальную постановку, состоящую из восьми эпизодов по книге Мэйси «Dopesick: дилеры, врачи и фармацевтическая компания, которая пристрастила Америку». Сериал разработал Дэнни Стронг с Майклом Китоном в главной роли.

## Награды
В 2022 году Мэйси и Дэнни Стронг выиграли премию USC Scripter Award за эпизод Dopesick «Люди против Purdue Pharma». Во время своей вступительной речи Мэйси рассказала о борьбе Америки с опиоидной зависимостью.

## Публикации
- Factory Man: How One Furniture Maker Battled Offshoring, Stayed Local—and Helped Save an American Town  (2014, Little Brown & Co., ISBN 9780316231435, OCLC 1003808101)[1]
- Truevine: Two Brothers, a Kidnapping, and a Mother's Quest: A True Story of the Jim Crow South  (2016, Little, Brown & Co., ISBN 9780316337540, OCLC 971462415)[12]
- Dopesick: Dealers, Doctors, and the Drug Company That Addicted America (2018, Little, Brown & Co., ISBN 9780316551243, OCLC 1043454094)[13][14][15][16][17][18][19]
- Finding Tess: A Mother's Search for Answers in a Dopesick America (2019, Audible Original Audiobook, ASIN B07T2NSXHY)
- Raising Lazarus: Hope, Justice, and the Future of America's Overdose Crisis  (2022, Little Brown & Co., ISBN 978-0316430227, OCLC 1288140355)